# Palamós Club de Fútbol
Maillots
Le Palamós Club de Futbol est un club de football espagnol basé à Palamós, en Catalogne.

## Historique
Le club passe 6 saisons en Segunda Division (D2) entre 1989 et 1995.
Il réalise sa meilleure performance en Division 2 lors de la saison 1989-1990, où il se classe 8e du championnat, avec un total de 13 victoires, 14 matchs nuls et 11 défaites.
Le club évolue également pendant 4 saisons en Segunda Division B (D3) : lors de la saison 1988-1989, puis lors de la saison 1998-1999, et enfin de 2002 à 2004.
Le Palamós CF est le premier club à avoir encaisser un but de Leo Messi[réf. nécessaire].

## Saison par saison
- 1987-1988 : Tercera División (D4)
- 1988-1989 : Segunda Division B (D3)
- 1989-1995 : Segunda Division (D2)
- 1995-1998 : Tercera División (D4)
- 1998-1999 : Segunda Division B (D3)
- 1999-2002 : Tercera División (D4)
- 2002-2004 : Segunda Division B (D3)
- 2004-2011 : Tercera División (D4)
- 2011-2012 : Championnat régional (D5)
- Depuis 2012 : Tercera División (D4)

## Palmarès
- Vainqueur de la Coupe de Catalogne (1) : 1992
- Champion de Segunda Division B (1) : 1989
- Champion de Tercera División (3) : 1988, 1997, 2002